# Volvismo
O volvismo ou sistema reflexivo de produção é um sistema de produção industrial pós-fordista introduzido pela Volvo na década de 1990 na sua planta de Uddevalla.
Em linhas gerais, a indústria sueca é caracterizada endogenamente pelo seu altíssimo grau de informatização e automação, e exogenamente pela forte presença dos sindicatos trabalhistas e mão-de-obra altamente qualificada. No caso das fábricas da Volvo, é ainda marcada por um alto grau de experimentalismo, sem o qual talvez não fosse possível ter introduzido tantas mudanças.
O Volvismo surgiu como resultado de várias inovações conjuntamente postas em prática, com a particularidade da participação constante dos trabalhadores. As exigências do mercado competitivo forjaram melhorias, mas o que fez a diferença no caso da Volvo foram claramente características particulares da sociedade sueca. Além dos sindicatos fortes, o alto grau de automação das fábricas no país faz com que desde há tempos os jovens rejeitem serem vistos como “acessórios das máquinas”, como no taylorismo o seriam.
Isso gerou mudanças estruturais: nessa linha, o operário tem um papel completamente diferente daquele que tem no fordismo, e ainda mais importante que no toyotismo: aqui é ele quem dita o ritmo das máquinas, conhece todas as etapas da produção, é constantemente reciclado e participa, através do sindicatos, de decisões no processo de montagem da planta da fábrica (o que o compromete ainda mais com o sucesso de novos projetos).